# Turkmenfilm
Turkmenfilm (în limba turkmenă Türkmenfilm) este cel mai mare și mai vechi studio de film din Turkmenistan. A fost înființat în anul 1926. 

## Istorie
A fost creat în 1926 în Poltorațk (acum Așgabat), ca Așgabat Kinofabrica. În 1938 a fost redenumit „Studioul Așgabat”. Din 1958 poartă numele Turkmenfilm. 
În 1948, un cutremur a dus la prăbușirea clădirii Turkmenfilm. Câțiva ani mai târziu a fost reconstruită. 
Multă vreme studioul a avut numele lui Alti Karliev (Alty Karliev). 
În august 2010, președintele Turkmenistanului în cadrul unui atelier de cultură și mass-media a anunțat că asociația Turkmenfilm numită după Oguz Han,  legendarul strămoș al turkmenilor, ar trebui să coopereze cu marile companii de film din lume, să creeze noi filme despre istoria și zilele moderne ale țării. În 2012 a fost realizat filmul Crescătorul de cai de către Murat Orazov având ca scop popularizarea pe scară largă a cunoștințelor despre cultura și istoria poporului turcoman, tradițiile de creștere a rasei de cai Ahaltechin.

## Filme celebre
- 1941 Dursun [4]
- 1948 Când trandafirul înflorește (Далёкая невеста / Daliokaia nevesta), regia Evgeni Ivanov-Barkov
- Așyr agaň mekirligi (1955)
- Mașgalanyň abraýy  (1957)
- Aina  (1959)
- Aýgytly ädim (1966)
- Magtymguly (1968)
- Gelin (Nevestka, 1972)[5][6][7][8]
- Meniň dostum Meleguș (1972)
- Japbaklar (1974)
- Lýusýa (1977)
- Köýten nalasy (1978)
- Laçyn (1979)
- Ykbal (1981)
- Kakam gaýdyp geler (1981)
- Erkek terbiýesi (1982)
- Bagtyndan jyda düșen Pyragy (Fragi - Razluchyonnyy so schastyem, 1984)[9]
- TKarakum (1994)
- TÝandym (1994)
- Toba (1994)
- Grossmeýster (1995)
- Jenaýat iși gozgaldy  (1996)
- Rowaýat (1999)
- Gök böriniň aýdymy (2002)